# Loriguilla
Loriguilla ist eine spanische Gemeinde der (municipio) der Landesregion Valencia (Communidad de Valencia) in Spanien. Gleichzeitig gehört sie zur Provinz Valencia und zur Comarca Campo de Turia und hat 2.186 Einwohner (Stand: 2024). 

## Geographie
Loriguilla liegt etwa 14 Kilometer westnordwestlich vom Zentrum der Provinzhauptstadt Valencia in einer Höhe von ca. 120 m.
35 Kilometer westnordwestlich vom Ortszentrum von Loriguilla liegt die unbewohnte Exklave der Gemeinde. Dort befinden sich noch letzte Häuser der alten Siedlung Loriguilla Viejo an dem Stausee Embalse de Loriguilla. 

## Bevölkerungsentwicklung
| Jahr      | 1970 | 1981 | 1991 | 2001 | 2011 | 2021 |
| Einwohner | 794  | 1000 | 988  | 1006 | 1686 | 2027 |

## Bauwerke
- neue Johannes-der-Täufer-Kirche (Iglesia de San Juan Bautista)
- Antoniuskapelle
- Marienkapelle

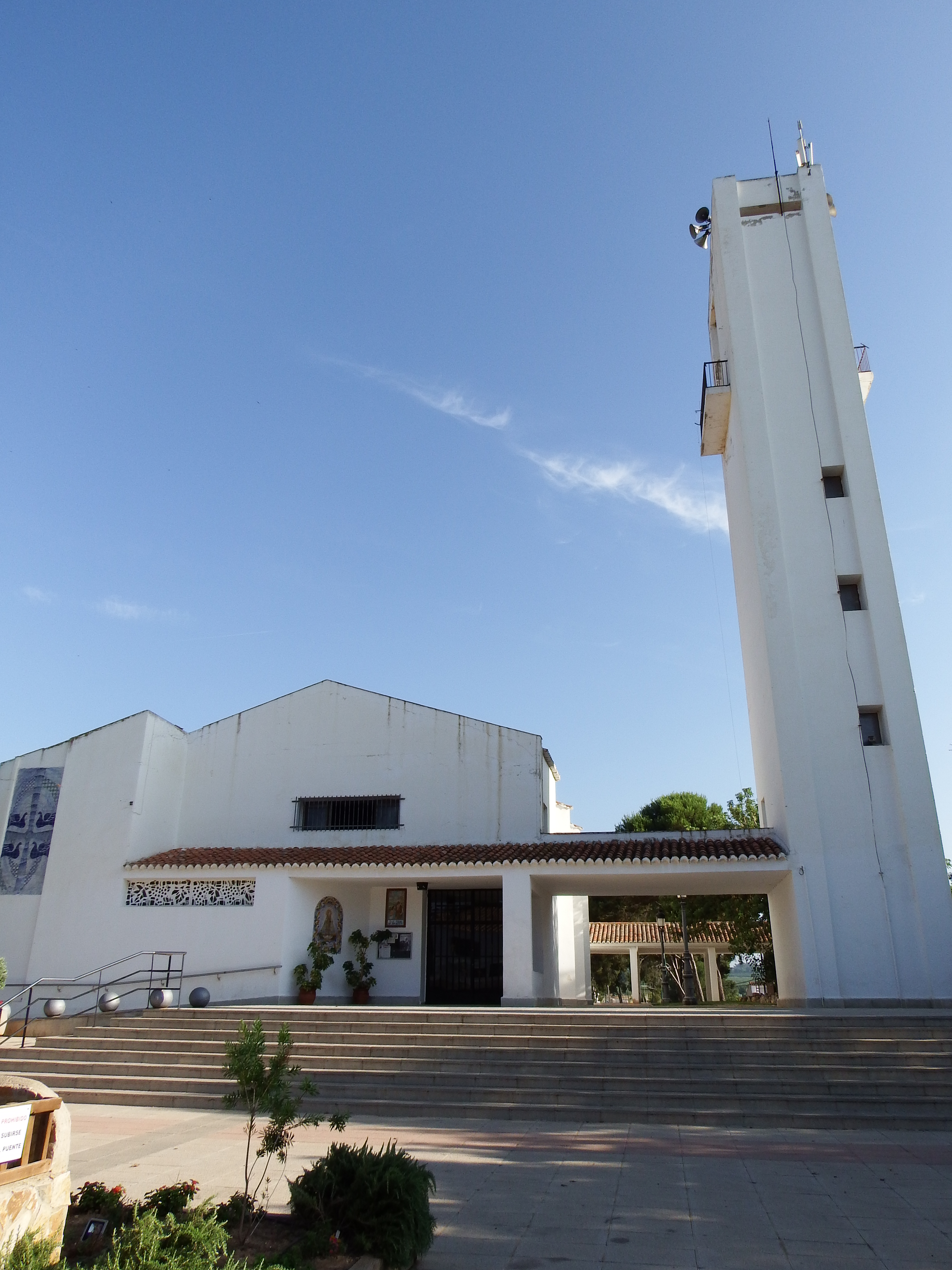
Johannes-der-Täufer-Kirche
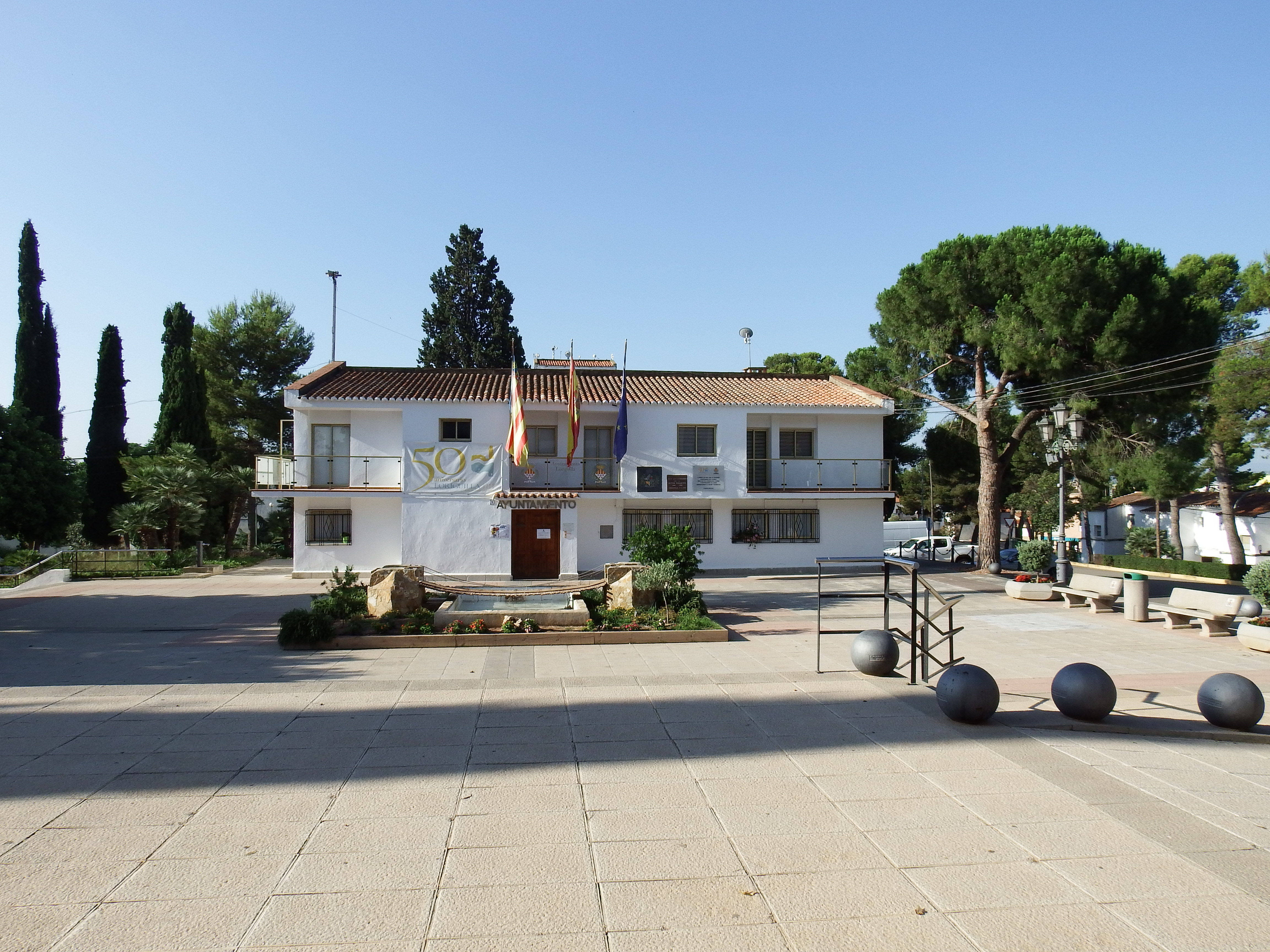
Rathaus